# 2016
L'any 2016 fou un any de traspàs començat en divendres. En el calendari gregorià és el 2016è any de l'era comuna o de l'era cristiana, el 16è any del tercer mil·lenni i del segle xxi, i el 7è any de la dècada del 2010.

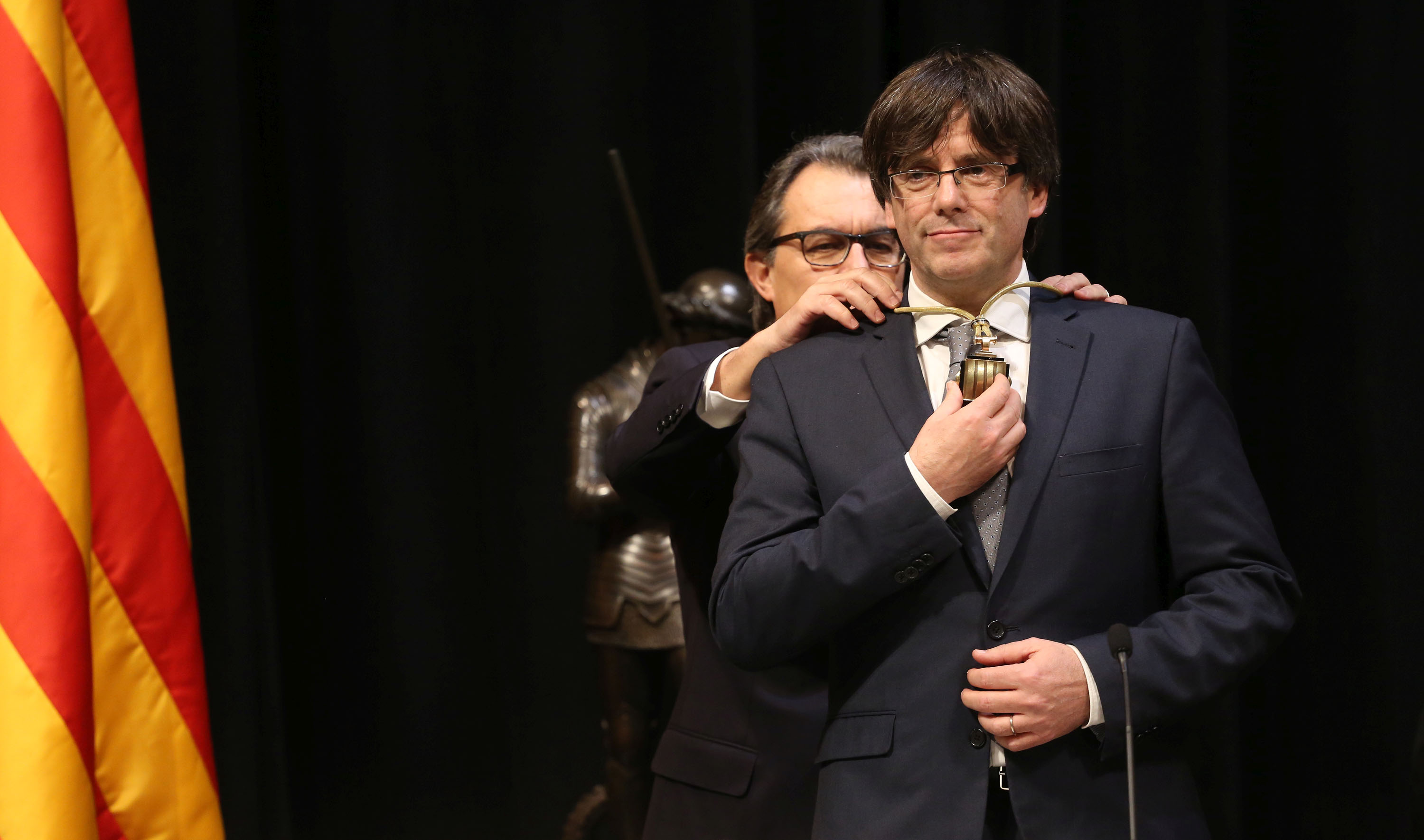
12 de gener: Puigdemont, president

## Esdeveniments
Països Catalans
- 10 de gener, Catalunya: investidura de Carles Puigdemont i Casamajó com a 130è president de la Generalitat de Catalunya[1][2]
- 16 de gener, Catalunya: es compliren 300 anys de la promulgació del Decret de Nova Planta,[3] que annexionà el país a la Corona de Castella com a territori conquerit i el sotmeté a l'administració militar en abolir-ne totes les institucions de sobirania política (Guerra de Successió), pel Consejo de Castilla, en nom del rei Felip V.
- 23 de maig, Vila de Gràcia: El desallotjament del Banc Expropiat acaba amb intensos enfrontaments entre manifestants i Mossos d'Esquadra.
- 30 de novembre: Addis Abeba, Etiòpia: La Unesco declara les Falles de València Patrimoni Cultural Immaterial de la Humanitat.[4]

Resta del món
- 2 de gener, Iran: Durant les protestes contra l'execució de l'imam xiïta Nimr Baqir al-Nimr a l'Aràbia Saudita alguns manifestants perpetren un atac contra l'ambaixada saudita a Teheran i el consolat de Mashad.[5]
- 7 de gener, Zliten, Líbia: Atemptat a Zliten, un grup de presumptes extremistes islàmics detonen un camió bomba en un centre de formació policial.
- 7 de febrer, Algèria: El parlament aprova la nova Constitució d'Algèria del 2016.
- 9 de febrer, Bad Aibling, Alemanya: Accident ferroviari de Bad Aibling
- 3 de maig, Londres, Regne Unit: Eleccions a l'alcalde de Londres (2016)
- 25 de juliol - 1 d'agost, Cracòvia: Jornada Mundial de la Joventut 2016.[6]
- 16 de juliol: Es fa públic l'Informe Chilcot
- 5 d'agost, Rio de Janeiro: Comencen els Jocs d'estiu de la XXXI Olimpíada de l'era moderna, els primers celebrats a l'Amèrica del Sud.[7]
- 20 d'agost, Gaziantep, Turquia: Un atemptat a Gaziantep d'un terrorista suïcida provoca més de 50 víctimes.[8]
- 3 d'octubre, Colòmbia: rebutja l'acord de pau amb la guerrilla i les Forces Armades Revolucionàries de Colòmbia en un referèndum, que es va celebrar ahir, amb 50.2%.[9]
- 21 d'octubre: El Ciberatac contra Dyn, consistent en múltiples atacs distribuïts de denegació de servei contra els sistemes operats pel proveïdor de Domain Name System (DNS) Dyn, provoca que grans plataformes i serveis d'Internet i romanguessin inaccessibles a un gran nombre d'usuaris d'Europa i Amèrica del Nord.[10][11]
- 11 de desembre, el Caire, Egipte: L'atemptat del Caire de desembre de 2016 contra l'església copta de Sant Pere i Sant Pau, prop de la Catedral de Sant Marc, mata 24 persones
- 25 de desembre, Sotxi, Rússia: L'accident d'un vol militar rus sobre el mar Negre provoca 92 víctimes

### Cinema
| M/d   | Direcció                   | Títol                                 | Gènere         |
| ----- | -------------------------- | ------------------------------------- | -------------- |
| 05/20 | Marc Crehuet               | El rei borni                          | com. negra     |
| 05/31 | Oriol Martínez/Enric Ribes | El jardí de les flors del presseguer  | documental     |
| 04/24 | Roman Parrado              | Ebre, del bressol a la batalla        | telefilm       |
| 10/01 | Carles Prats               | Peret i l'origen de la rumba catalana | documental     |
| 05/11 | Woody Allen                | Café Society                          | com. romàntica |
| 12/15 | Gareth Edwards             | Rogue One: A Star Wars Story          | space opera    |
| 05/21 | Asghar Farhadi             | Forushande                            | drama          |
| 04/27 | Anthony Russo, Joe Russo   | Captain America: Civil War            | superheroic    |
| 07/03 | Makoto Shinkai             | Your name                             | anime          |
| 03/24 | Zack Snyder                | Batman contra Superman                | superheroic    |
| 06/17 | Andrew Stanton             | Buscant la Dory                       | animació       |
| 03/17 | Juan Taratuto              | Me casé con un boludo                 | com. romàntica |
| 11/17 | David Yates                | Bèsties fantàstiques i on trobar-les  | fantàstic      |

Morts
- 27des  Carrie Fisher (Star Wars: Els últims Jedi)

### Còmics
- 34 Saló de Barcelona
- Steve Dillon (n. 1962)
- R. Hausman (n. 1936)

El 27 de novembre morí l'autor valentí Micharmut.
- 22 d'octubre: mor als cinquanta-quatre anys el dibuixant Steve Dillon, co-creador de la sèrie Preacher junt amb Garth Ennis.
- 17 d'agost: mor als huitanta-cinc anys l'escriptor barceloní Víctor Mora, creador d'El Capitán Trueno.
- 11 de juliol: mori als cinquanta-tres anys l'editor alcoià Paco Camarasa, fundador d'Edicions de Ponent.
- 7 de juliol: Marvel anuncia una nova identitat per a Iron Man amb la introducció de l'adolescent afroamericana Riri Williams, a cura de Bendis i Stefano Caselli.
- Del 24 al 26 de juny tingueren lloc les V Jornades del Còmic de València.
- 25 de maig: Marvel reescriu l'origen del Capità Amèrica en una nova sèrie a càrrec de Nick Spencer i Jesús Sáiz.
- 14 de maig: Dia del Còmic Gratuït en Europa.
- 6 de maig: Free Comic Book Day en Amèrica del Nord.
- Del 5 al 8 de maig tingué lloc el 34 Saló del Còmic a Montjuïc amb 118.000 visitants i premis per a Ekhö, Els fantasmes de Gaudí, Javi de Castro, Josep Maria Blanco Ibarz, Lele Vianello, Nimio, Paolo Eleuteri Serpieri i Spirou.
- 28 d'abril: morí el dibuixant való René Hausman, autor de les sèries Laïyna i Saki et Zunie.
- 24 d'abril: presentació del manga Sant Jordi de Nicola Piras a l'Alguer.

### Música
| M/d   | Artistes                     | Títol                         | Estil       |
| ----- | ---------------------------- | ----------------------------- | ----------- |
| 03/04 | Love of Lesbian              | El poeta Halley               | pop         |
| 04/08 | Manel                        | Jo competeixo                 | pop         |
| 04/23 | Beyoncé                      | Lemonade                      | R&B         |
| 09/09 | Nick Cave & The Bad Seeds    | Skeleton Tree                 | rock alt.   |
| 06/10 | Vince Clarke & Paul Hartnoll | 2square                       | electrònica |
| 12/16 | Coldplay                     | Live from Spotify London      | pop         |
| 10/21 | Lady Gaga                    | Joanne                        | pop         |
| 11/18 | Metallica                    | Hardwired... to Self-Destruct | thrash met. |
| 01/28 | Rihanna                      | Anti                          | pop         |
| 08/19 | Sabaton                      | The Last Stand                | power met.  |
|       | Kandlemees Sander            | Kandlemuusika kogu perele     | folk        |
| 04/01 | Weezer                       | Weezer (àlbum blanc)          | rock alt.   |
| 02/14 | Kanye West                   | The Life of Pablo             | rap         |

### Dansa i deport
El 4 d'abril, Miguel, Pere i Héctor guanyaren el XXV Circuit Professional d'Escala i Corda front a Soro III i Salva;
el primer d'abril, Ricard, Sanchis i Robert guanyaren la XXIII Lliga Professional de Raspall a Oliva;
a l'estiu es disputà la primera edició del Trofeu Vila-real CF (hereu del Trofeu Salvador Sagols) i Puchol II guanyà el XXXI Individual d'Escala i Corda.

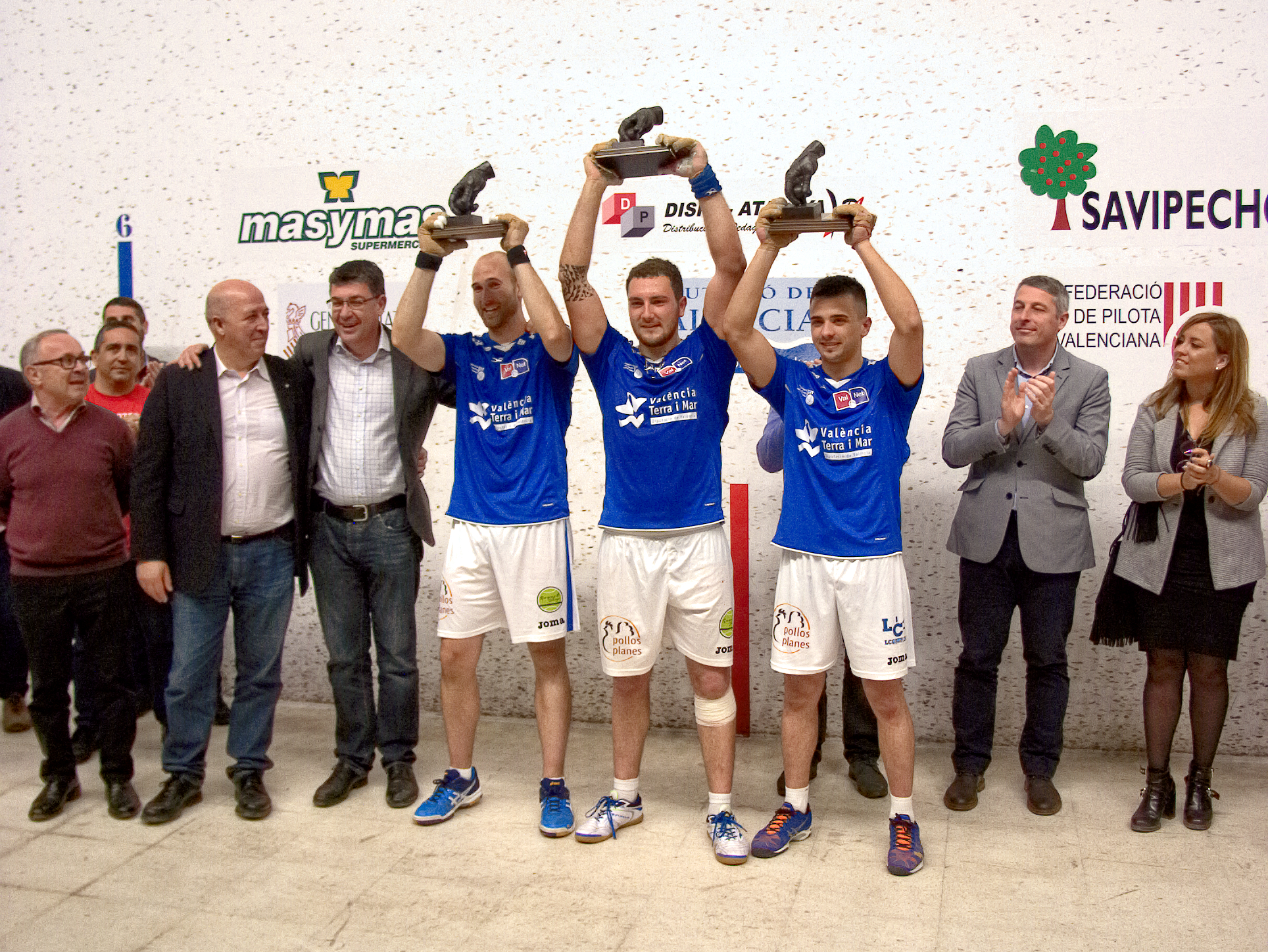
Ricard, Sanchis i Robert
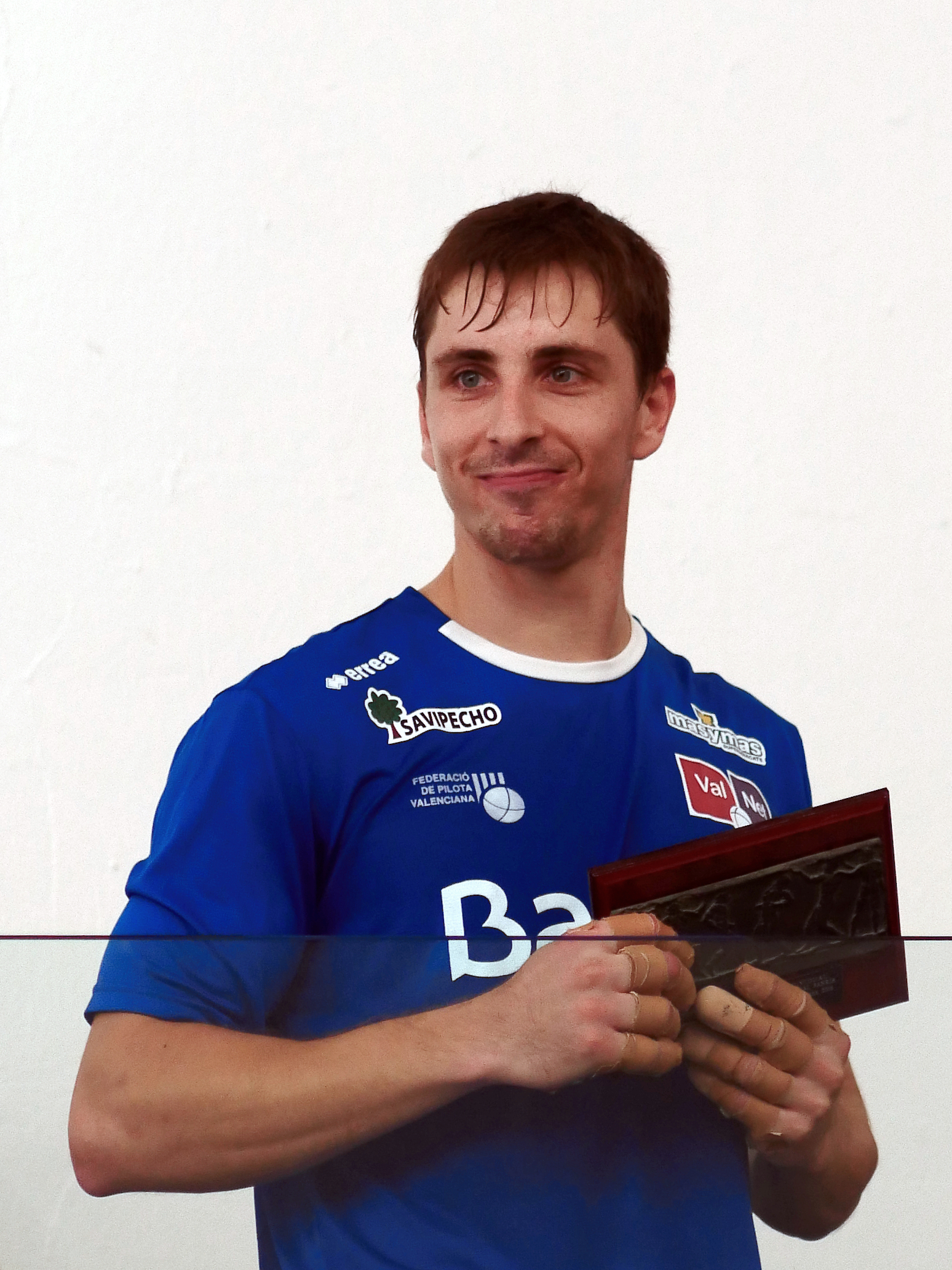
Puchol II campió

Els XXXI Jocs Olímpics d'Estiu, els primers celebrats al continent sud-americà, tingueren lloc a Rio de Janeiro entre el 5 i el 16 d'agost.

### Premis Nobel
| Camp                  | Guardonats                                                   |
| --------------------- | ------------------------------------------------------------ |
| Física                | - David J. Thouless - Duncan Haldane - J. Michael Kosterlitz |
| Química               | - Jean-Pierre Sauvage - Fraser Stoddart - Ben Feringa        |
| Medicina o Fisiologia | - Yoshinori Ohsumi                                           |
| Literatura            | - Bob Dylan                                                  |
| Pau                   | - Juan Manuel Santos Calderón                                |
| Economia              | - Oliver Hart - Bengt Holmström                              |

### Videojocs
El 6 de juliol Nintendo publicà el seu primer joc-aplicació, Pokémon Go.
Rockstar Games estrenà el seu motor de videojoc propi, anomenat Rockstar Advanced Game Engine (abreujat RAGE), en el títol Rockstar Games presents Table Tennis.

## Naixements
| M/d   | Nom i llinatges                | Activitat   | Origen         | E  |
| ----- | ------------------------------ | ----------- | -------------- | -- |
| 03/15 | Jacqueline Alduy               | política    | vallespirenca  | 91 |
| 07/10 | Francisco Camarasa Pina        | editor      | alcoià         | 52 |
| 05/23 | Álvaro de Tibi                 | pilotaire   | tiber          | 46 |
| 02/15 | Lucien Acou                    | ciclista    | flamenc        | 94 |
| 03/25 | Abu Ala al-Afri                | terrorista  | iraquià        | 58 |
| 01/01 | Natasha Aguilar                | nadadora    | costa-riquenya | 45 |
| 02/03 | Joe Alaskey                    | doblador    | novaiorqués    | 63 |
| 03/12 | Edward Albee                   | dramaturg   | estatunidenc   | 88 |
| 03/30 | Francisco Algora               | actor       | madrileny      | 67 |
| 01/06 | Alfredo "Chocolate" Armenteros | trompetista | afrocubà       | 87 |
| 09/11 | Alexis Arquette                | actriu      | californiana   | 47 |
| 09/06 | Abubakr Awadallah              | polític     | sudanés        | 99 |
| 01/28 | Aleš Debeljak                  | escriptor   | eslové         | 54 |
| 05/12 | Alexandre Karageorgevitx       | aristòcrata | serbi          | 91 |
| 05/21 | Akhtar Mansur                  | talibà      | afgà           | 47 |
| 03/30 | Gianmaria Testa                | cantautor   | piemontés      | 57 |

Les persones nascudes el 2016 faran 9 anys durant el 2025.

## Necrològiques
Categoria principal: morts el 2016
Entre les morts destacades de l'any hi ha les de Muriel Casals i Johan Cruyff, Núria Pompeia o Rita Barberà; els artistes de cine Carrie Fisher i Bud Spencer, el boxejador Muhammad Ali, els cantants David Bowie i Leonard Cohen, el compositor Pierre Boulez, els escriptors Umberto Eco i Lars Gustafsson, el músic Toots Thielemans o el productor George Martin.
Països Catalans
- 4 de gener - Madrid: Aurora Pons, destacada ballarina catalana, que fou primera ballarina del Teatre del Liceu[14]
- 27 de gener - Sant Feliu de Guíxols, Baix Empordà: Carles Hac Mor, escriptor català (77 anys).
- 14 de febrer - Barcelona: Muriel Casals i Couturier, economista i política catalana, figura clau del procés independentista català (70 anys).
- 23 de febrer - Barcelona: Salvador Reguant i Serra, geòleg, paleontòleg i membre de la Secció de Ciències i Tecnologia de l'IEC.
- 29 de febrer - Creixell, Tarragona: Consuelo Colomer Francés, pianista i compositora valenciana. (n.1930)[15]
- 5 de març - Girona: Dolors Condom i Gratacòs, catedràtica i llatinista catalana[16]
- 6 de març - Barcelona: Joaquín Yarza Luaces, historiador de l'art especialitzat en medieval, catedràtic a la Universitat Autònoma de Barcelona
- 13 de març - Barcelona: Maria Font i Bernaus, mecenes i promotora cultural catalana[17]
- 17 de març - Palau-solità i Plegamans: Maria Víctor Gil, atleta catalana, campiona de la Cursa Jean Bouin cinc anys seguits, del 1947 al 1951 (n. 1926).
- 18 de març - Berga, Berguedà: Josep Maria Ballarín i Monset, capellà i escriptor. Popularment conegut pel seu personatge "Mossèn Tronxo" (96 anys).
- 24 de març - Barcelona: Johan Cruyff, jugador i entrenador de futbol estretament vinculat amb el Barça (68 anys).[18]
- 1 d'abril - Barcelona: Josep Maria Dexeus i Trias de Bes, ginecòleg[19]
- 23 d'abril - Barcelona: Esteve Polls i Condom, actor i director teatral.[20]
- 3 de maig - Barcelona: Mey Hofmann, destacada cuinera catalana[21]
- 30 de maig - Barcelona: Josefina Peraire, poetessa, ceramista i escultora catalana[22]
- 2 de juny - Argelaguer, la Garrotxa: Josep Pujiula i Vila, el Tarzan d'Argelaguer, artista d'art brut (79 anys).
- 2 de juliol - Guayaquil: Montserrat Maspons i Bigas, promotora cultural catalana[23]
- 1 d'agost - Girona: Joan Ensesa i Roura, cromador i restaurador de metalls gironí
- 7 d'agost - València: Dolores Vargas, de sobrenom «la Terremoto», cantant i actriu catalana[24]
- 2 de setembre - Barcelona: Ariana Benedé Jover, activista contra la leucèmia i impulsora del Projecte ARI[25]
- 29 de setembre - Madrid: Amparo Valle Vicente, actriu valenciana de cinema, televisió i teatre, i també directora teatral[26]
- 30 d'octubre - Santa Eugènia de Ter: Núria Terés i Bonet, biòloga, professora i activista política, fou regidora de Girona[27]
- 13 de novembre - Barcelona: Maria Pilar Busquet i Medan, política aranesa, síndica d'Aran[28]
- 20 de novembre: Francesc Todó i Garcia, pintor tortosí
- 23 de novembre - Madrid: Rita Barberà Nolla, alcaldessa de València entre 1991 i 2015
- 27 de novembre: Micharmut, dibuixant de còmics valencià
- 4 de desembre - Catalunya Nord, Llorenç Planes, activista nord-català fundador d'Unitat Catalana (60 anys).[29]
- 19 de desembre - Barcelona: Alfons Quintà i Sadurní i Victòria Bertran (cas de violència masclista)
- 25 de desembre:
  - ? : Núria Pompeia, dibuixant barcelonina
  - Arenys de Mar: Elvira Elias i Cornet, il·lustradora i escriptora de llibres infantils i cançoners[30]

Resta del món
- 5 de gener, Baden-Baden, Baden-Württemberg, Alemanya: Pierre Boulez, compositor i director d'orquestra francès[31]
- 8 de gener, Scanzorociate, Bèrgam: Maria Teresa de Filippis, pilot de curses automobilístiques italiana.[32]
- 10 de gener, Nova York, Estats Units: David Bowie, músic i compositor britànic (69 anys).[33]
- 14 de gener, 
  - Londres, Regne Unit: Alan Rickman, actor i director de cinema i teatre anglès (69 anys).[34]
  - Beirut: Anissa Rawda Najjar, activista libanesa pels drets de les dones (n. 1913).[35]
- 18 de gener, 
  - Ouagadougou: Leila Alaoui, fotògrafa i videoartista franco-marroquina, assassinada en un atac terrorista[36]
  - Dinamarca: Else Marie Pade, compositora pionera de música electrònica (n. 1924).[37]
  - La Paz, Bolívia: Armando Loaiza, diplomàtic i ministre d'exteriors (2005-2006) bolivià.
- 27 de gener, Neuilly-sur-Seine, França: Jean-Louis Martinoty, musicòleg, escriptor i director d'escena francès.
- 30 de gener: Girolamo Arnaldi, historiador i professor universitari italià.
- 16 de febrer, el Caire, Egipte: Boutros Boutros-Ghali, diplomàtic egipci, secretari general de les Nacions Unides (93 anys).
- 19 de febrer: 
  - Milà, Itàlia: Umberto Eco, semiòleg, filòsof i escriptor italià
  - Monroeville (Alabama): Harper Lee, escriptora nord-americana[38]
- 25 de gener, Bex, Suïssa: Denise Duval, soprano lírica francesa coneguda per les seves interpretacions de Francis Poulenc[39]
- 2 de març, La Esperanza, Hondures: Berta Cáceres, activista ambientalista que morí assassinada[40]
- 6 de març, Bel-Air, Califòrnia: Nancy Reagan, advocada, actriu i primera dama dels Estats Units de 1981 a 1989[41]
- 8 de març, Londres, Anglaterra: George Martin, músic anglès, productor musical del grup The Beatles[42]
- 10 de març, Londres: Anita Brookner, premiada novel·lista anglesa i historiadora de l'art[43]
- 11 de març, Santa Monica: Keith Emerson, teclista anglés, ex membre d'Emerson, Lake and Palmer
- 21 de març, Los Altos, Califòrnia: Andrew Grove, científic hongarès, un dels primers empleats de la companyia estatunidenca Intel (n. 1936)
- 23 de març, Bogotà: Gloria Galeano Garcés, agrònoma i botànica colombiana centrada en la taxonomia de la família de les arecàcies.[44]
- 26 de març, Patagonia, Arizona, EUA: Jim Harrison, escriptor estatunidenc[45]
- 31 de març, Miami: Zaha Hadid, important arquitecta iraquiana, del corrent del desconstructivisme[46]
- 4 d'abril, Madrid: Chus Lampreave, actriu espanyola[47]
- 8 d'abril, Tucson, Arizona: Elizabeth Roemer, astrònoma nord-americana especialitzada en l'estudi d'estels i asteroides[48]
- 12 d'abril, Lima (Perú): Luis Rey de Castro, periodista
- 13 d'abril: Józef Walczak, entrenador i futbolista polonès que jugava en la demarcació de defensa.
- 21 d'abril, 
  - Chanhassen, EEUU: Prince Rogers Nelson, músic, cantant i compositor estatunidenc.
  - Kobe: Utako Okamoto, metgessa japonesa que descobrí l'àcid tranexàmic (n. 1918).[49]
- 29 d'abril: Xi'an, Shaanxi, Xina: Chen Zhongshi, escriptor xinès, Premi Mao Dun de Literatura de 1997[50]
- 6 de maig, Santiago de Xile: Margot Honecker, política alemanya, Ministra d'Educació de la RDA (89 anys).[51]
- 24 de maig, París: Bruno-René Huchez, productor i guionista francès
- 25 de maig, Pequín, Xina: Yang Jiang, dramaturga, escriptora i traductora xinesa, especialment coneguda per la traducció d'obres occidentals com El Quixot[52]
- 31 de maig, Tindouf: Mohamed Abdelaziz, secretari general del Front Polisario i president a l'exili de la República Àrab Sahrauí Democràtica (RASD)
- 3 de juny, Scottsdale (Arizona): Muhammad Ali, boxador olímpic i activista estatunidenc
- 27 de juny, Roma: Bud Spencer, actor i esportista italià
- 1 de juliol, París: Yves Bonnefoy, poeta, crític d'art i traductor francès (n. 1923).[53]
- 2 de juliol: Elena Sánchez Ramos, periodista espanyola.
- 1 d'agost, Morges, Suïssa: Anna de Borbó-Parma, reina de Romania (n. 1923).[54]
- 2 d'agost, Damanhūr, Egipte: Ahmed Hassan Zewail, químic nord-americà d'origen egipci, Premi Nobel de Química de l'any 1999[55]
- 9 d'agost, Trieste, Itàlia: Marisa Madieri, professora i escriptora[56]
- 13 d'agost, Bry-sur-Marne: Françoise Mallet-Joris, escriptora franco-belga[57]
- 25 d'agost, París, França: Sonia Rykiel, modista i dissenyadora francesa[58]
- 30 d'agost, Praga: Věra Čáslavská, gimnasta artística txeca, guanyadora d'onze medalles olímpiques[59]
- 10 de setembre, Berlín: Jutta Limbach, jurista i política alemanya (n. 1934).[60]
- 15 de setembre, Boulder, Colorado: Deborah S. Jin, física estatunidenca, pionera en química quàntica molecular polar[61]
- 16 de setembre, Roma, Itàlia: Carlo Azeglio Ciampi, polític i banquer italià, que va ser Primer Ministre entre el 1993 i el 1994 i President entre els anys 1999 i 2006[62]
- 25 de setembre, Amman, Jordània: Nahed Hattar, escriptor i activista polític ateu jordà.
- 2 d'octubre, Lincoln, Anglaterra: Neville Marriner, violinista i director d'orquestra[63]
- 13 d'octubre, Milà, Itàlia: Dario Fo, dramaturg, director teatral i actor guardonat amb el Premi Nobel de Literatura l'any 1997.
- 17 d'octubre, Madrid: Elena Santonja, presentadora espanyola de televisió, pintora i actriu ocasional[64]
- 20 d'octubre, Kawagoe, Japó: Junko Tabei, primera dona muntanyista a arribar al cim de l'Everest 1939).[65]
- 22 d'octubre, Nova York, EUA: Steve Dillon, dibuixant de còmics anglés, co-creador de la sèrie Preacher junt amb Garth Ennis.
- 7 de novembre, 
  - Los Angeles: Leonard Cohen, cantant i escriptor de Mont-real[66]
  - Miami: Janet Reno, jurista estatunidenca, Fiscal General dels EUA (n. 1938).[67]
- 9 de novembre, Madrid: La Veneno, vedet andalusa
- 11 de novembre, Viena: Ilse Aichinger, escriptora austríaca[68]
- 20 de novembre, Atenes: Konstandinos Stefanópulos, polític grec
- 22 de novembre, Andorra (Aragó): José Iranzo Bielsa el Pastor de Andorra, cantant de jota
- 24 de novembre, 
  - Madrid: Marcos Ana, poeta castellà
  - Kingston, Nova York: Pauline Oliveros, compositora americana, acordionista i pionera de la música electrònica[69]
- 25 de novembre, l'Havana: Fidel Castro, polític cubà[70]
- 28 de novembre, Sant Petersburg: Mark Taimànov, Gran Mestre Internacional
- 29 de novembre, San José (Costa Rica): Luis Alberto Monge, expresident de Costa Rica (90 anys).
- 4 de desembre, Yvelines: Gotlib, dibuixant de còmics parisenc
- 6 de desembre, Mannings Heath: Peter Vaughan, actor anglès
- 7 de desembre
  - Hellerup: Paul Elvstrøm, regatista danès
  - Londres: Greg Lake, cantant i baixista, membre d'Asia, ELP i King Crimson
  - Múnic: Hildegard Hamm-Brücher, política alemanya, fou ministra d'Estat al Ministeri federal dels Afers estrangers[71]
- 8 de desembre, Columbus: John Glenn, astronauta estatunidenc
- 13 de desembre, Oakland, Califòrnia, EUA: Thomas Schelling, economista estatunidenc, Premi Nobel d'Economia de l'any 2005.
- 18 de desembre, Los Angeles: Zsa Zsa Gabor, actriu estatunidenca d'origen hongarès.[72]
- 20 de desembre, Meudon: Michèle Morgan, actriu francesa[73]
- 25 de desembre, 
  - Goring-on-Thames: George Michael, cantant anglès d'origen grec (53 anys)
  - Princeton, Nova Jersey: Vera Rubin, astrònoma estatunidenca, pionera en l'estudi de les corbes de rotació galàctiques[74]
- 27 de desembre, Califòrnia: Carrie Fisher, actriu americana (60 anys).

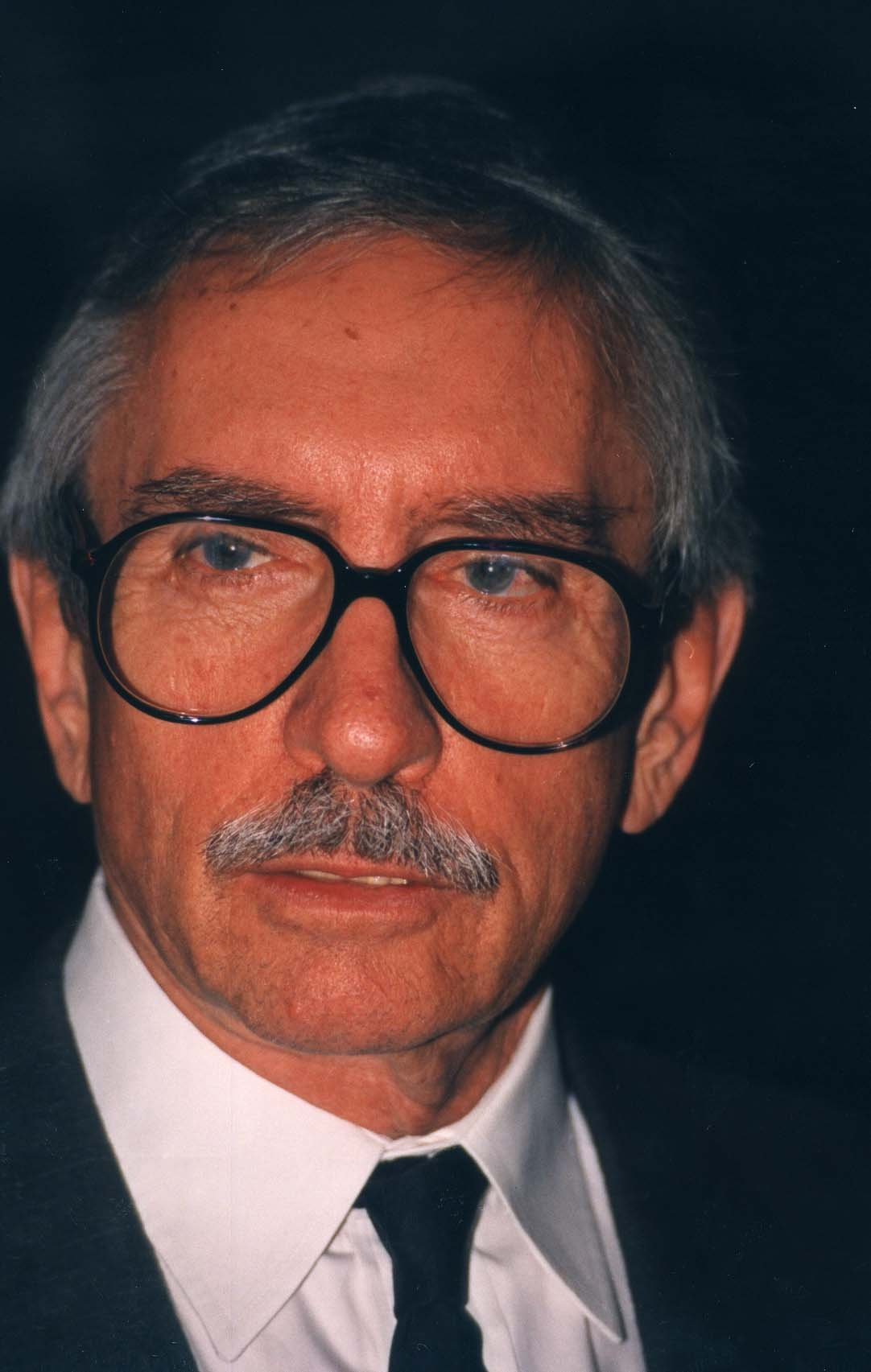
Edward Albee
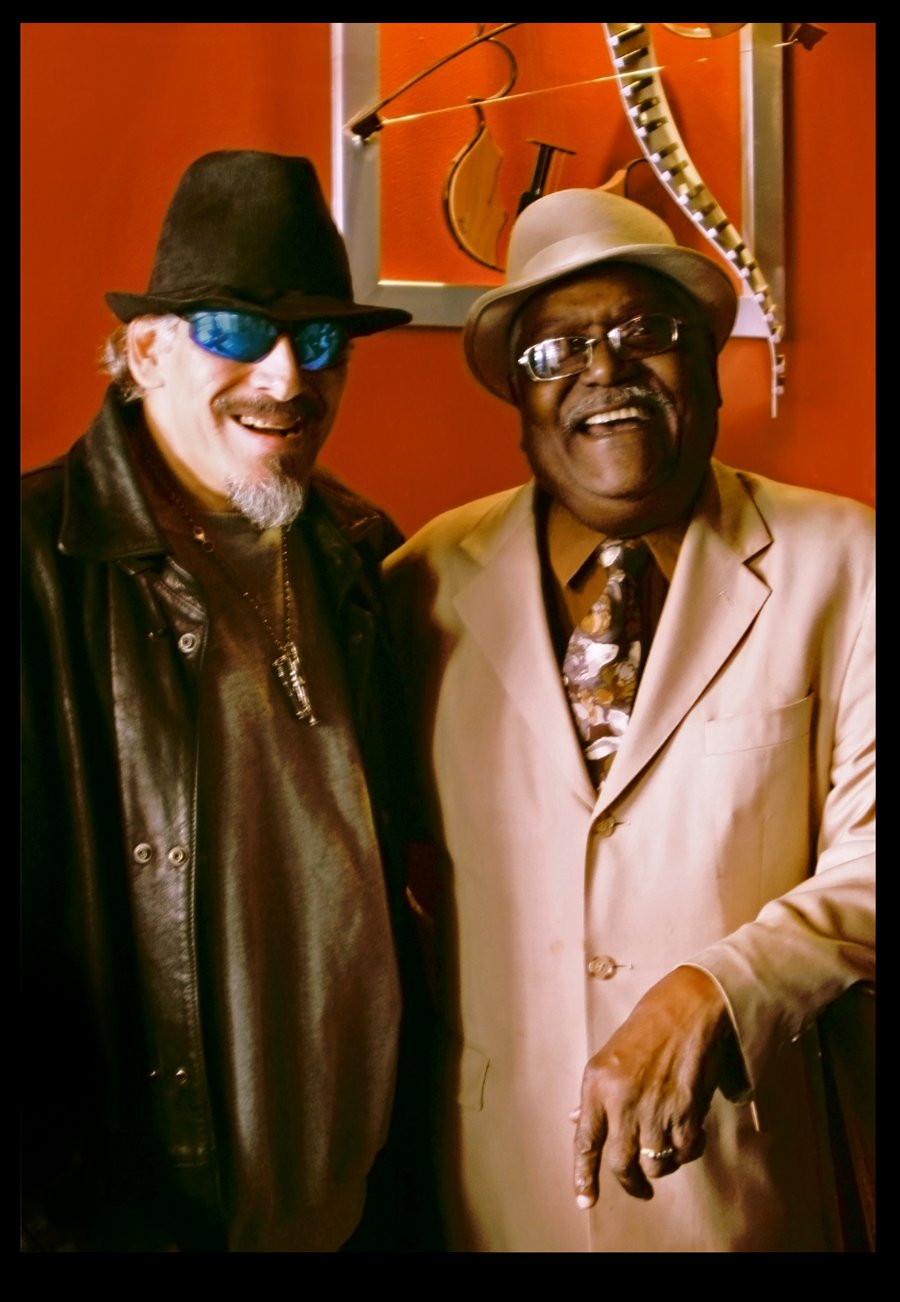
Alfredo Chocolate
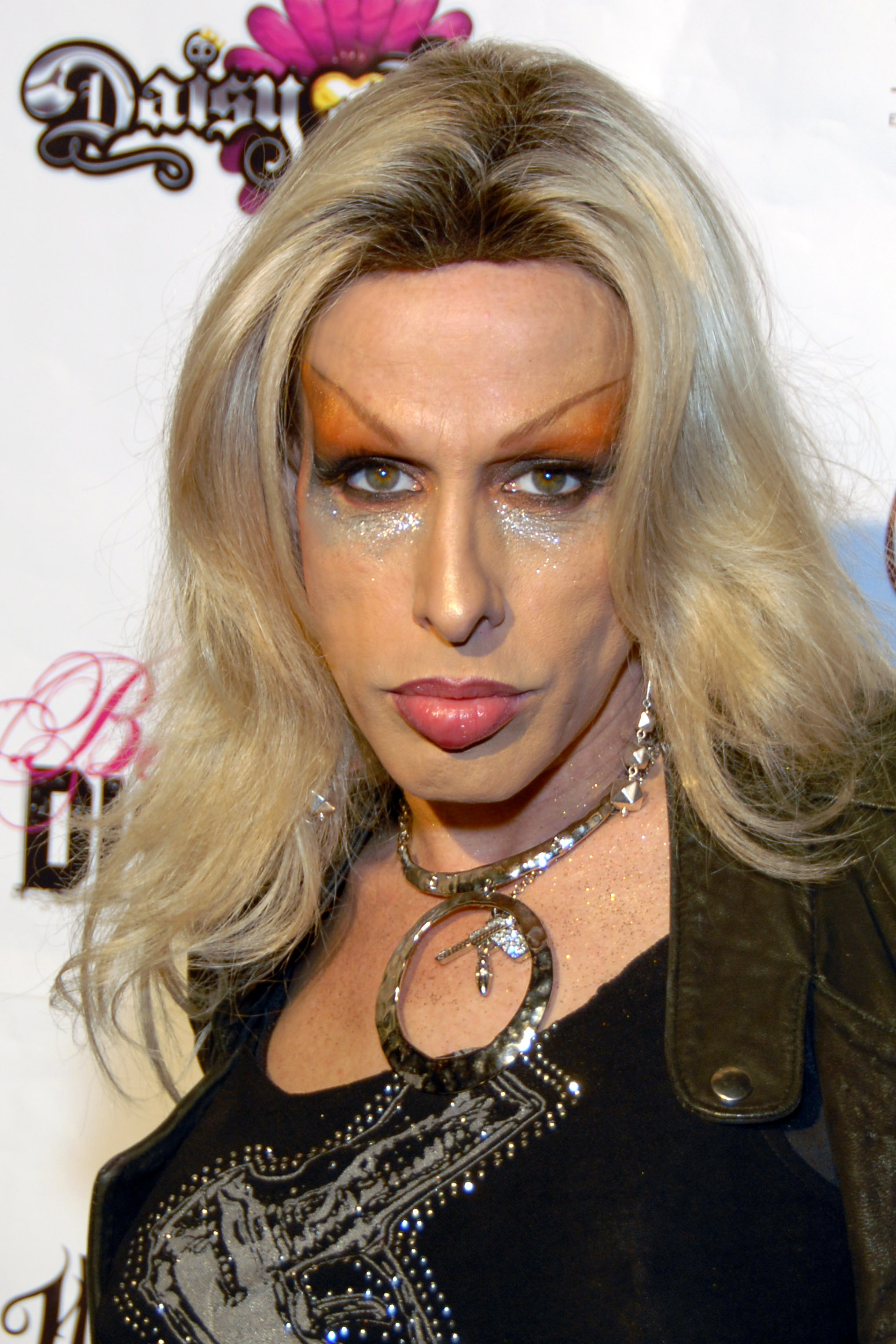
Alexis Arquette
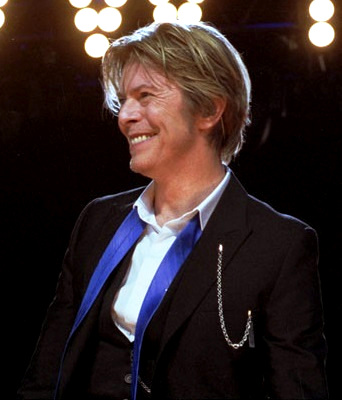
David Bowie
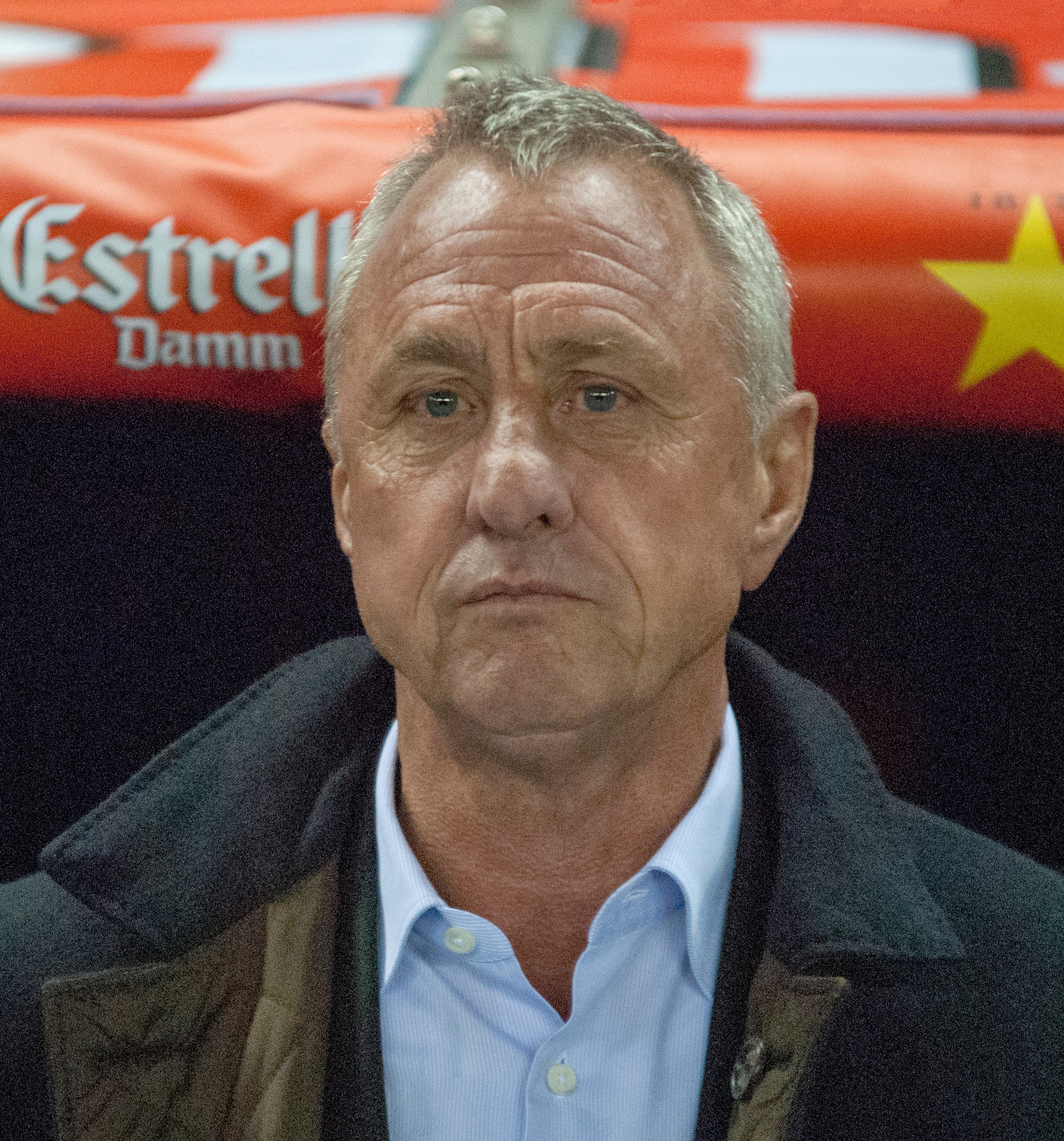
Johan Cruyff
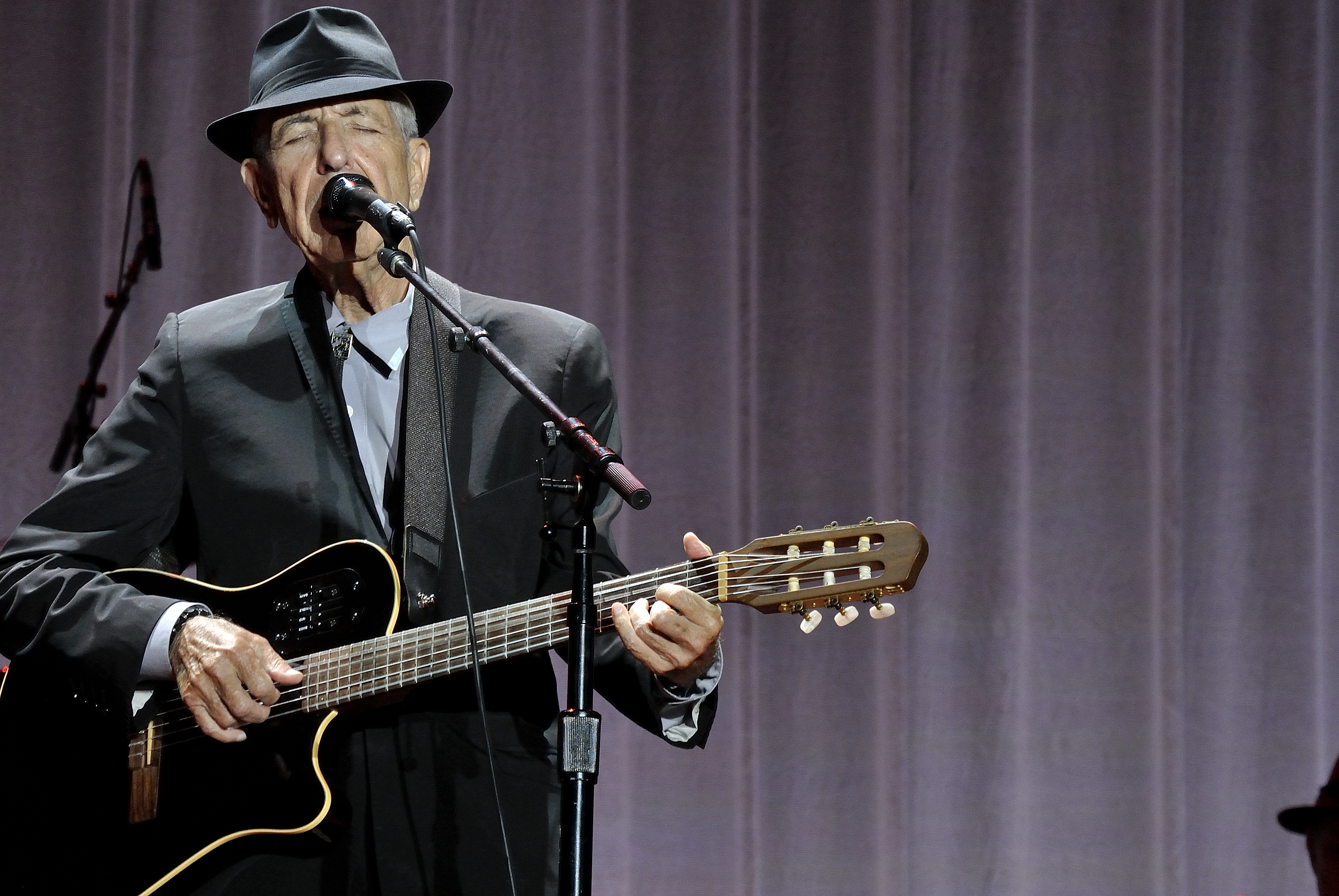
Leonard Cohen
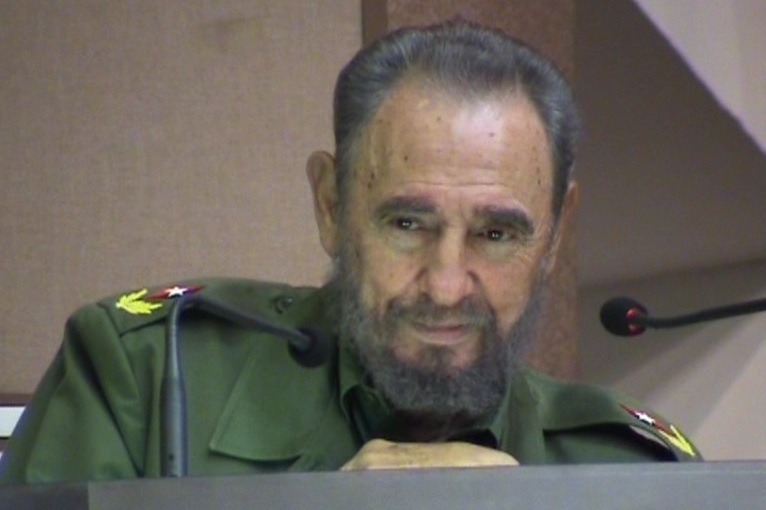
Fidel Castro
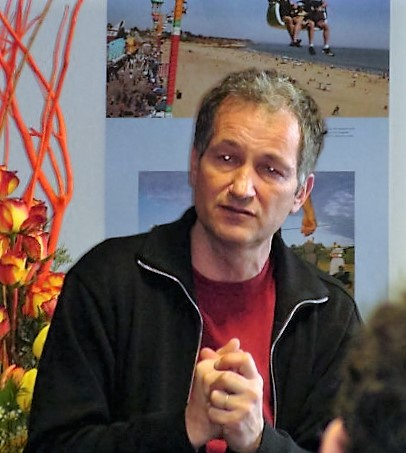
Aleš Debeljak
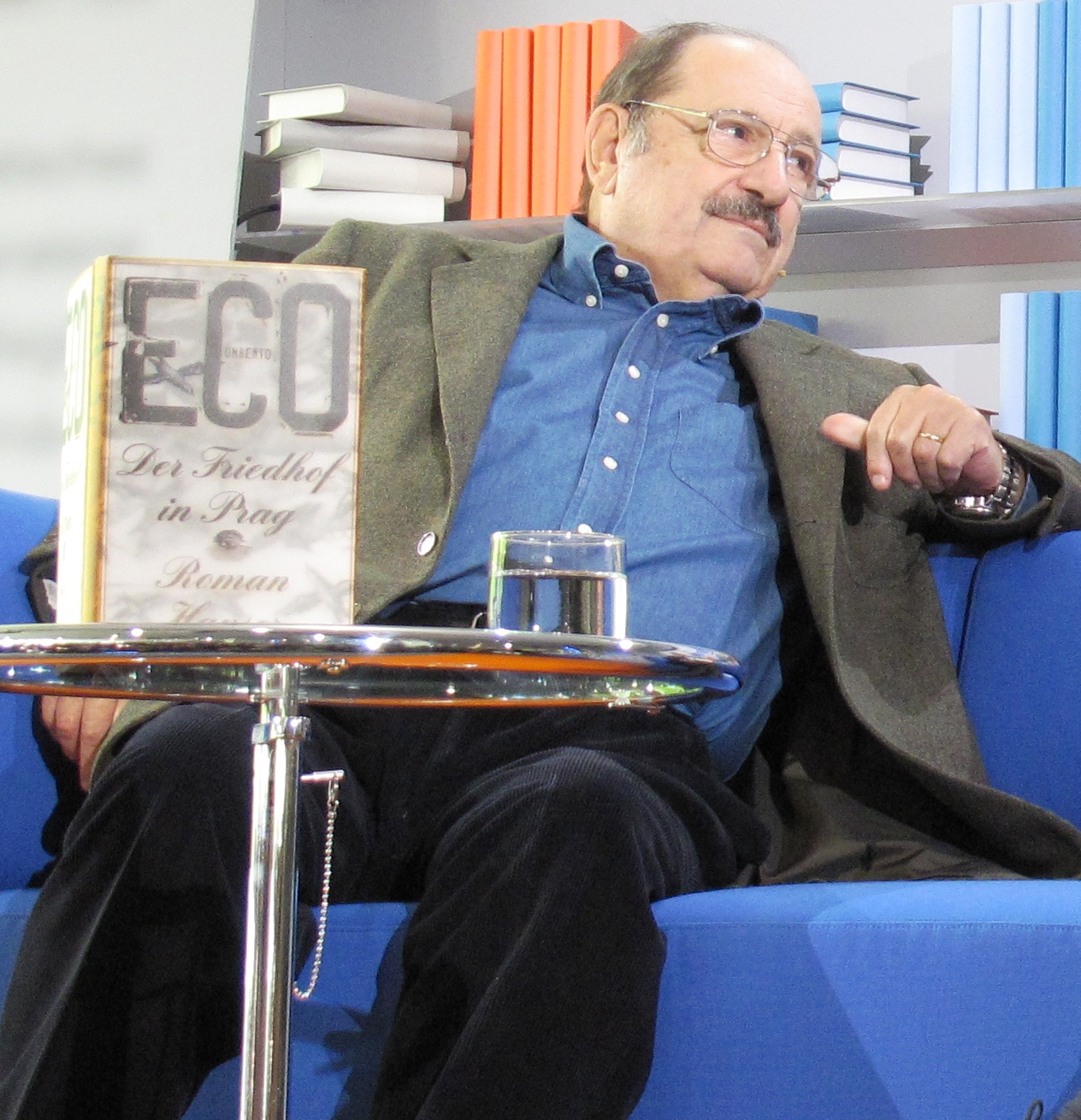
Umberto Eco
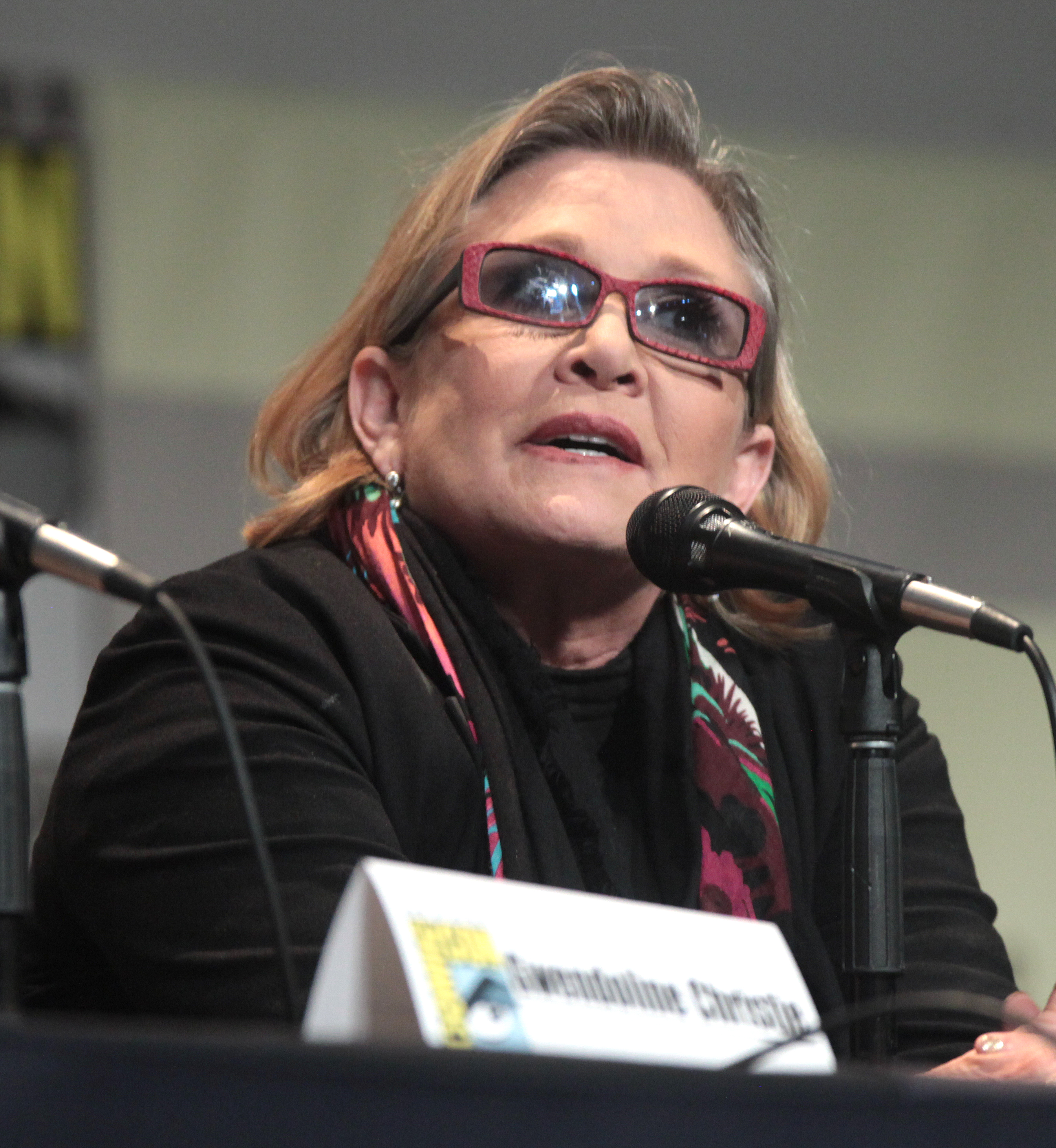
Carrie Fisher
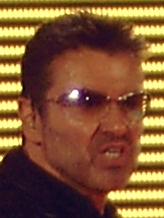
George Michael
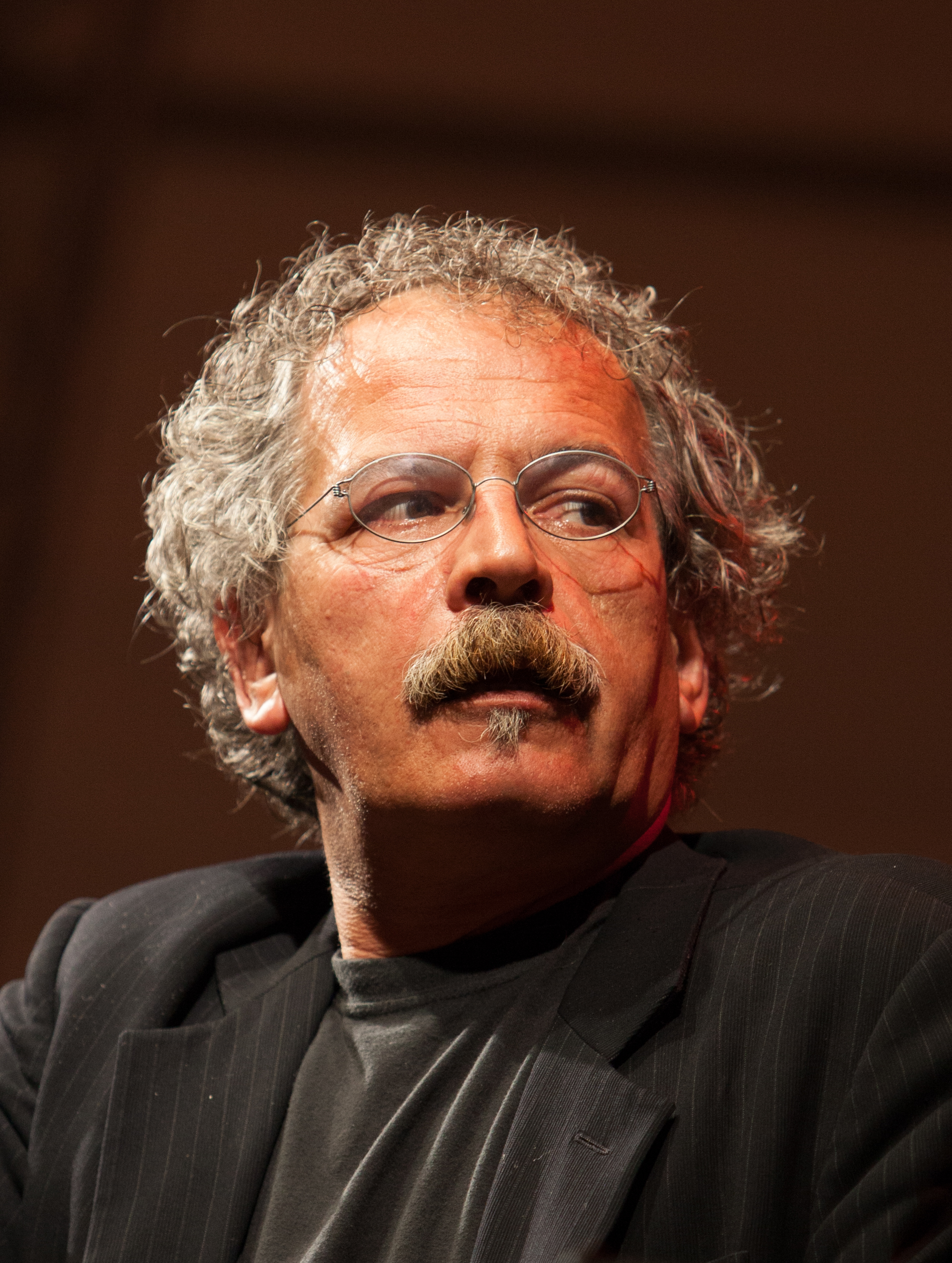
Gianmaria Testa